# Germersberg
Germersberg ist ein Gemeindeteil des Marktes Schnaittach im Landkreis Nürnberger Land (Mittelfranken, Bayern). Die Gemarkung Germersberg hat eine Fläche von 5,905 km². Sie ist in 720 Flurstücke aufgeteilt, die eine durchschnittliche Flurstücksfläche von 8202,05 m² haben. In ihr liegt neben dem namensgebenden Ort der Gemeindeteil Laipersdorf.

## Lage
Das Dorf liegt auf der Hersbrucker Alb und weist einen überwiegend ländlichen Charakter auf. Der Peuntgraben, ein rechter Zufluss des Röttenbaches, entspringt in einem Weiher am südlichen Ortsende. Eine Gemeindeverbindungsstraße führt nach Kirchröttenbach (1,2 km westlich) bzw. die Staatsstraße 2236 kreuzend nach Untersdorf (1,4 km südöstlich). Eine weitere Gemeindeverbindungsstraße führt 0,9 km östlich zu einer Gemeindeverbindungsstraße, die den Röttenbach entlang nach Freiröttenbach im Norden bzw. nach Großbellhofen im Süden verläuft.

## Geschichte
Um 1280 hieß der Ort „Germansperch“ – es handelte sich also um die auf einem Berg gelegene Siedlung eines gewissen German. Die heutige Aussprache im nürnbergischen Dialekt, Giamaschboch, könnte jedoch zu dem falschen Schluss führen, der Ortsname leite sich von der Lage an einem Bach ab.
Seit dem Mittelalter gehörte der Ort zur Herrschaft Rothenberg.
Mit dem Gemeindeedikt (frühes 19. Jahrhundert) wurde der Steuerdistrikt Germersbach gebildet. Zu diesem gehörten Großbellhofen, Kleinbellhofen, Laipersdorf, Röhrischhof, Untersdorf und Weigensdorf. Zugleich entstand die Ruralgemeinde Germersberg, zu der Laipersdorf gehörte. Sie unterstand in Verwaltung und Gerichtsbarkeit dem Landgericht Lauf. Im Zuge der Gebietsreform in Bayern wurde Germersberg am 1. Juli 1971 nach Schnaittach eingemeindet.